# 谢文彦
谢文彦（1963年—），辽宁岫岩人，满族，中华人民共和国政治人物、第十二届全国人民代表大会辽宁地区代表。
毕业于大庆石油学院石油工程专业，加入中国共产党，現任中石油塔里木油田公司總經理。2013年，被选为全国人大代表。2016年因涉嫌贿选被认定当选无效。